# Vale de Açor
Vale de Açor ist ein Ort und eine ehemalige Gemeinde (Freguesia) im portugiesischen Kreis Ponte de Sor. Die Gemeinde hatte 700 Einwohner (Stand 30. Juni 2011).
Am 29. September 2013 wurden die Gemeinden Vale de Açor, Ponte de Sor und Tramaga zur neuen Gemeinde União das Freguesias de Ponte de Sor, Tramaga e Vale de Açor zusammengeschlossen.